# توم بيل
توم بيل (بالإنجليزية: Tom Bell)‏ هو نقابي ورئيس تحرير صحيفة وسياسي بريطاني وبريطاني (وحمل سابقاً جنسية المملكة المتحدة لبريطانيا العظمى وأيرلندا)، ولد في 20 سبتمبر 1882 في المملكة المتحدة، وتوفي في 19 أبريل 1944 في نفس البلد. حزبياً، نشط في حزب العمل المستقل وSocial Democratic Federation ‏ (1903 – 1903) وSocialist Labour Party (UK, 1903) ‏ (1903 – 1920) والحزب الشيوعي في بريطانيا العظمى (1920 – ).